# Balansoar

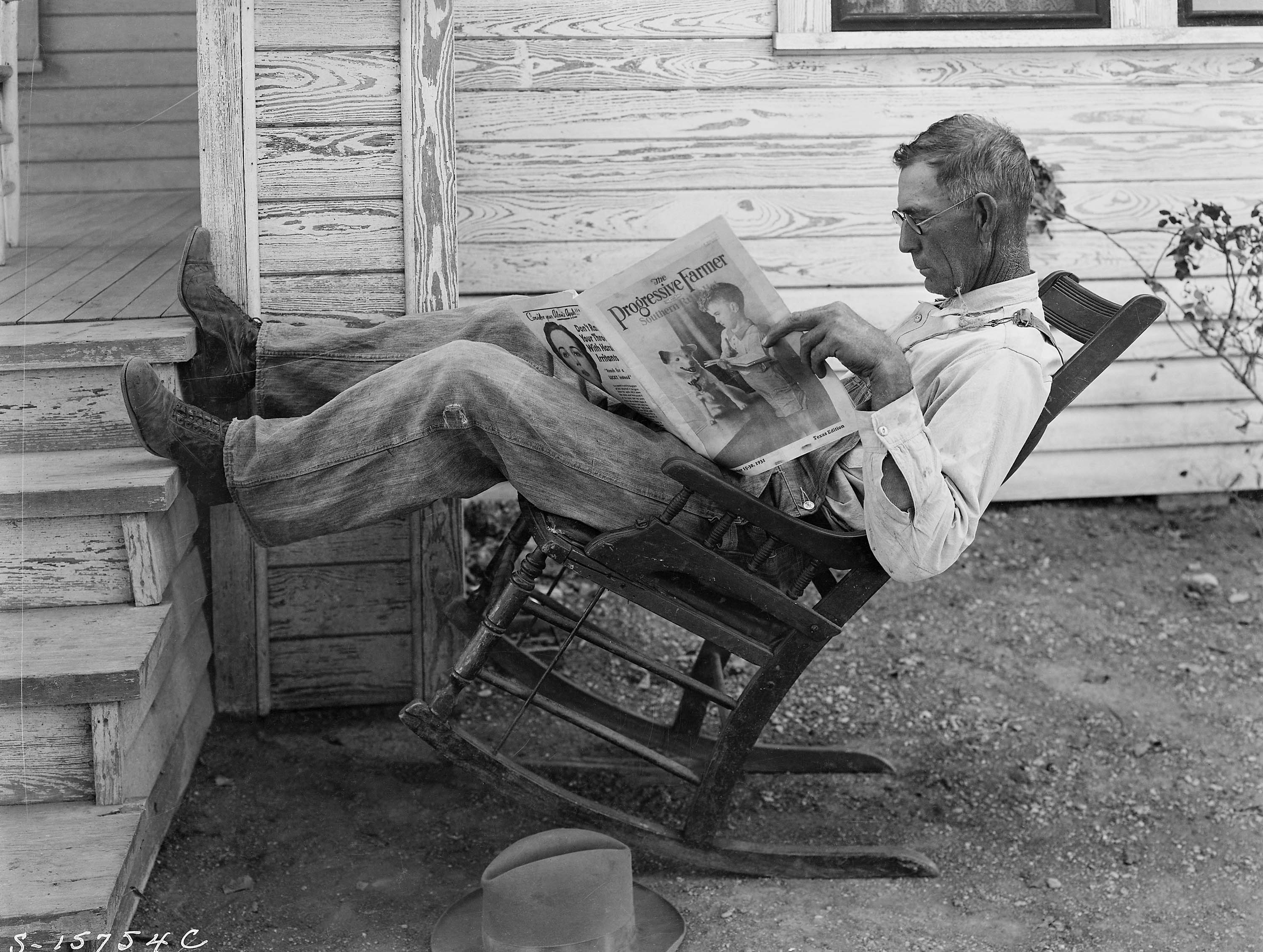

Balansoarul este un tip de scaun cu doua tălpi de lemn curbate fixate la capătul de jos al picioarelor (una pe picioarele din stânga și una pe cele din dreapta). Balansoarul se sprijină pe podea în numai două puncte, astfel că persoana așezată poate să se legene înainte și înapoi schimbându-și poziția centrului de greutate sau împingând ușor cu picioarele. Balansoarele sunt considerate relaxante datorită mișcării lente. Sunt, de asemenea, comode și ergonomice, deoarece atunci când cineva se așază fără a se legăna, balansoarul se inclină în spate până când centrul de greutate se stabilizează, asigurând ocupantului o poziție foarte relaxată. 
O legendă americană spune că balansoarul a fost inventat de Benjamin Franklin, care ar fi adăugat pur și simplu tălpi unui scaun normal. Tâmplarii au început să le producă la începutul secolului XIX, și multe exemplare din acea epocă s-au păstrat până azi. Popularitatea lor a crescut, iar balansoarele vechi de diverse tipuri se colecționează.
Balansoarele sunt uneori asociate cu bătrânețea și bunicii, sau cu îngrijirea copiilor, deoarece legănarea liniștește copiii care plâng. 